# T'Pol
„T'Pol” este un personaj fictiv din serialul TV Star Trek: Enterprise din franciza Star Trek. 
Este interpretat de Jolene Blalock.
Ofițer științific și secund pe nava Enterprise, trimisă inițial de Înaltul Comandament Vulcanian pentru a-i supraveghea pe oameni. Ea devine foarte loială lui Archer, părăsindu-și poziția în Înaltul Comandament pentru a-l însoți în misiunea de căutare a speciei Xindi. Mai târziu, ea se înrolează chiar în Flota Stelară. În ultimele sezoane, ea începe o relație romantică cu Trip. De asemenea, ADN-ul ei și al lui Trip este furat și folosit la crearea primului hibrid uman/vulcanian, care însă a murit în urma unor complicații.